# 倫威克 (愛荷華州)
倫威克（英語：Renwick）是一個位於美國愛荷華州洪堡縣的城市。

## 地理
倫威克的座標為42°49′42″N 93°58′42″W / 42.82833°N 93.97833°W，而該地的平均海拔高度為352米（即1355英尺）。

## 人口
根據2010年美國人口普查的數據，倫威克的面積為2.59平方千米，當中陸地面積為2.59平方千米，而水域面積為0.00平方千米。當地共有人口242人，而人口密度為每平方千米93人。